# Лептиктиди
Лептиктиди (Leptictida) — ряд вимерлих плацентарних ссавців когорти Вищі звірі (Eutheria), що включає декілька відносно консервативних верхньокрейдяних і палеогенових форм з Північної Америки і Євразії.

## Систематика та еволюційні зв'язки
На сьогодні більшість авторів розглядає лептиктид як одну з найдавніших гілок, що відокремилися від базальних еутеріїв (Eutheria) ще в крейдовий час. Еволюційні зв'язки лептиктид з іншими групами плацентарних ссавців практично не простежуються, що викликає масу здогадок і припущень. Найближчими до лептиктид, можливо, є ліпотифли (Lipotyphla) (до розформування ряду комахоїдні (Insectivora) лептиктид найчастіше включали до його складу). Про це свідчать численні спільні ознаки краніодентологічної анатомії, хоча між двома даними таксонами є й істотні морфологічні відмінності (наприклад, в будові орбіт і вуха). Згідно з недавніми кладистичними дослідженнями, лептиктиди можуть мати загального предка з еуархонтогліресами (Euarchontoglires).
У різних варіантах систематики лептиктид нерідко пов'язують і з іншими древніми групами еутеріїв різних систематичних рангів: їжакоподібними (Erinaceomorpha), тупаєвими (Tupaiidae), приматами (Primates), слоновими землерийками (Macroscelididae), апатеміїдовими (Apatemyidae), мікросіопоїдовими (Microsyopoidea), пантолестієвими (Pantolestidae), палеанодонтами (Palaeanodonta), гризунами (Rodentia) і деякими іншими. Подібний розкид думок обумовлений насамперед архаїчністю морфологічних рис лептиктид. Примітивністю їхньої морфології пояснюють і те, що протягом 1960-х і 1970-х років лептиктиди часто вважалися сполучною ланкою між різними групами ранніх еутеріїв, включаючи приматів. Сьогодні заведено вважати, що багато загальних з іншими примітивними еутеріями ознак лептиктид пояснюються плезіоморфією і насправді це досить самостійна в еволюційному сенсі група.
Досить невизначене і таксономічне положення самих лептиктид. Найчастіше вони розглядаються як надряд, ряд або підряд. Більшістю авторів на сьогодні власне лептиктиди приймаються як ряд з як мінімум одною родиною — Leptictidae, що об'єднує типових палеогенових представників групи. Крім них, в ряд можуть додатково включатися родини Gypsonictopidae, Kulbeckiidae, Didymoconidae, Pseudorhyncocyonidae, а також окремі роди, що не віднесені до жодної родини.

## Класифікація
- Ряд Leptictida
  - Родина Gypsonictopidae
    - Рід Gypsonictops
    - Рід Sailestes?

  - Родина Kulbeckiidae
    - Рід Kulbeckia

  - Родина Leptictidae
    - Рід Amphigyion
    - Рід Gallolestes
    - Рід Labes
    - Рід Lainodon
    - Рід Leptonysson
    - Рід Palaeictops
    - Рід Praolestes
    - Рід Wania
    - Підродина Leptictinae
      - Рід Blacktops
      - Рід Ictopidium
      - Рід Leptictis
      - Рід Myrmecoboides
      - Рід Ongghonia
      - Рід Prodiacodon
      - Рід Protictops

  - Родина Pseudorhyncocyonidae
    - Рід Diaphyodectes
    - Рід Leptictidium
    - Рід Phakodon
    - Рід Pseudorhyncocyon

## Морфологія і спосіб життя
Анатомія деяких лептиктид досить добре вивчена, що дозволяє нам з достатньою впевненістю судити про всю групу. В цілому її представники демонструють архаїчний план будови з багатьма характерними для ранніх еутеріїв ознаками.
Морфологія зубощелепного апарату свідчить про комахоїдність і всеїдність лептиктид.
Зубна формула:
I: {\displaystyle {\frac {2}{2}}}; C: {\displaystyle {\frac {1}{1}}}; Pm: {\displaystyle {\frac {5}{5}}}; M: {\displaystyle {\frac {3}{3}}\times 2\,=\ 44}
Перші верхньо- і нижньощелепні різці відсутні у багатьох представників групи, II верхньощелепні й II нижньощелепні різці збільшені й спрямовані вперед. Ікла різної величини. Ікло і I премоляр однокореневі. Премоляри прості конусоподібної форми. У багатьох лептиктид спостерігається втрата III (центрального) премоляра примітивним набором з 5 цих зубів. Останні верхні та нижні премоляри майже завжди молярізовані, верхні — з двома зовнішніми й двома внутрішніми горбиками. Корінні примітивного ріжучого типу з високими, гострими горбиками. Верхні заднекоренні завширшки більше, ніж у довжину, трикутні, з V-подібним малюнком, утвореним пара- і метаконом, розташованими близько до зовнішнього краю коронки, і протоконом, сполученим гребінцями з пара- і метастилем; часто з зародковим гіпоконом і іноді з зародковими прото- і метаконулем. Нижні заднекоренні з високим тризубим тригонідом, здавленим в передньозадньому напрямку, і низьким талонідом, на якому перебуває невеликий басейн.
Черепні пропорції лептиктид в загальних рисах схожі з такими у тупаєвих і стрибунцевих, але в деталях краніальні характеристики цих груп істотно розрізняються. Примітивність черепа проявляється у подовженій морді й збереженні цільної та тонкої виличної дуги (на відміну від багатьох справжніх комахоїдних); сонна артерія проходить медіально. До просунутих ознак належить включення в слухову буллу внутрішньої барабанної кістки, яка, втім, не утворює її цільного покриття. Таким чином, слухові булли неповні, знизу відкриті, кісткового слухового каналу немає. Лептиктиди унікальні серед плацентарних наявністю помітного трикутного виступу тім'яної кістки на потиличній поверхні. Заочноямковий відросток відсутній, у ряді випадків на черепі є стріловидний гребінь. Череп володіє довгим лицьовим відділом. Носові кістки подовжені й утворять конічний рострум, який несе борозни та гребінці, що служать для кріплення м'язів рильця. Лептиктиди володіли добре розвиненим нюхом, їхні носові ходи розширені й займають в черепних кістках чимало місця. Ймовірно, для багатьох з них була характерна наявність подовженого, рухомого хоботка на витягнутому рильці.
Посткраніальний скелет лептиктид також вивчений досить добре, відомі повні скелети представників кількох родів. Встановлено, що лептиктиди представляли собою порівняно невеликих ссавців, що мають масу тіла в межах бл. 400—700 г. Передні кінцівки вкорочені і досить потужні, плечова кістка з внутрішнім надвиростковим отвором, променева і ліктьова кістки досить тонкі. Передбачається, що передні кінцівки могли використовуватися різними представниками групи для риття, пошуків їжі та захисту. Задні кінцівки подовжені, це особливо характерно для стегнової кістки з невеликим третім вертелом, великої гомілкової кістки та стопи; Передплесно і метатарсальний відділ подовжені помірно. Іноді велика і мала гомілкові кістки у ранніх лептиктид розділені.
Будова посткраніального скелета свідчить про те, що лептиктиди були наземними тваринами, що пересуваються на задніх кінцівках за допомогою бігу або стрибків. Ймовірно, це були саме стрибки, оскільки біг вимагає набагато більших енергетичних витрат і просто був би невигідний для таких дрібних тварин.

## Вік і поширення
Найдавніші представники групи відомі з верхньої крейди (кампаніан) Північної Америки. Виникнувши на цьому континенті, лептиктиди (Gypsonictopidae, Leptictidae) зберігають тут різноманітність протягом усього палеоцену і еоцену і зникають тільки у верхньому олігоцені (ранній арікаріан). Кілька родів описано також з часового проміжку з верхнього палеоцену по нижній олігоцен Європи (Pseudorhynchocyonidae) і Азії (Kulbeckiidae, Didymoconidae). Нащадків після себе лептиктиди не залишили.